# Lucius Valerius Maximus
Lucius Valerius Maximus … Acilius Priscilianus war ein römischer Politiker und Senator des 3. Jahrhunderts.
Valerius stammte aus italischem Adel. Ferner wird von einer Verwandtschaft mit den Acilii Glabriones ausgegangen. Wahrscheinlich war Valerius der Sohn des Valerius Messalla, eines Prokonsuls unter Maximinus Thrax. Vor seiner prätorischen Laufbahn war Valerius Triumvir monetarum, Quaestor urbanus (Stadtquästor), Quästor in einer unbekannten Provinz und Praetor tutelaris (Richter für Vormundschaftsfragen).
Im Jahre 233 wurde Valerius ordentlicher Konsul. Als comes war Valerius Reisebegleiter des Pupienus. Danach im Jahre 255 wurde er Praefectus urbi und schließlich im Jahre 256 erneut Konsul.
Valerius wird als Repräsentant des römischen Uradels in der Opposition gegen Maximinus Thrax gesehen, der daher in die Senatskommission der Vigintiviri rei publicae curandae gewählt wurde. Er war auch Curator der Laurentes Lavinates, einer Priesterschaft.